# Фашизъм
Фашизмът  (от италиански: fascismo) е радикална, авторитарна и националистическа политическа идеология.
Повлиян от националсиндикализма, фашизмът възниква в Италия по време на Първата световна война като алтернатива на либерализма, марксизма, анархизма и традиционния консерватизъм. В традиционния политически спектър фашизмът най-често е причисляван към крайната десница, но някои изследователи оспорват коректността на тази класификация.
Фашистите определят Първата световна война като революция, довела до коренни промени в същността на войната, обществото, държавата и техниката – тоталната война и масовата мобилизация на цялото общество разрушават границата между цивилни и военни, в резултат на което се появява „военно гражданство“, чрез което всички граждани са въвлечени във военните усилия. Войната довежда до създаването на силна държава, способна да мобилизира милиони на фронтовата линия и във военната икономика и придобила безпрецедентни възможности за намеса в живота на гражданите. Според фашистите това е направило либералната демокрация излишна – те смятат тоталната мобилизация на обществото в тоталитарна еднопартийна държава за задължителна в подготовката за въоръжен конфликт. За да изпълнява ефективно функциите си такава тоталитарна държава, трябва да бъде ръководена от силен лидер и военизирано правителство. Фашизмът не приема, че насилието само по себе си е нежелателно и гледа на политическото насилие, войната и империализма като на средства за постигане на национално обновление.
Фашистите се застъпват за смесена икономика, чиято основна цел е постигането на автаркия чрез протекционистична и интервенционистична икономическа политика. След Втората световна война малко организации открито се определят като фашистки и наименованието често се използва пейоративно за политически опоненти. Крайнодесните партии с идеологическа близост или исторически корени във фашистките движения от XX век обикновено се описват като неофашистки.

## Наименование
Италианската дума fascismo е производна на „фашо“ (fascio), сноп слама, която от своя страна произлиза от латинското fasces („фасции“). Фасциите представляват сноп пръчки около брадва, древноримски символ на властта на гражданските магистрати.
Името „фашо“ се използва от края на XIX век от различни политически организации в Италия, подобни на гилдии или синдикати и имащи различна идеология, най-често лява. Една от тези организации, основана през 1919 година от Бенито Мусолини, става основа на Националната фашистка партия. Фасциите символизират сила чрез единство – отделната пръчка се чупи лесно, докато снопът е труден за чупене.

## Основни принципи
Фашистите изповядват идеята за еднопартийна държава и вярват, че нациите и расите са в постоянен конфликт, поради което само силните от тях могат да оцелеят, бидейки здрави, витални и чрез отстояване на себе си в борбата срещу слабите. Фашистките правителства забраняват и потискат критиката и опозицията към себе си и към фашисткото движение. Те са противници на класовия конфликт и обвиняват капиталистическите либерални демокрации в създаването на такива конфликти, а комунистите – в експлоатирането им. Фашистите отхвърлят индивидуализма и личния интерес в ненамесата в частни инициативи от страна на капиталистическите правителства. Много фашистки лидери са твърдели, че подкрепят „трети път“ в икономическата политика, който, вярвали те, е по-добър както от буйния индивидуализъм на неограничения капитализъм, така и от суровия контрол на държавния социализъм. Това можело да се постигне с форма на правителствен контрол над браншовете и работническата класа (наричана „корпоративна държава“ от Мусолини). Някои наричат това корпоратизъм, докато други не използват този термин за описание на фашистката икономическа система.
След победата над Страните от Оста през Втората световна война и публичността около зверствата, извършени през време управлението на фашистките правителства, терминът фашист започва да се използва като пейоративна дума.

## Определение, разпространение, поддръжници
В една статия от Енциклопедия Италиана (1932), написана от Джовани Джентиле и приписвана на Бенито Мусолини, фашизмът е характеризиран като система, в която „Държавата е не само властта, която управлява и формира човешката воля със закони и ценности от духовния живот, но и властта, която предава своя завет надлъж и нашир... За фашиста всичко е в Държавата и... нито хората, нито групите са извън Държавата... За фашизма Държавата е абсолютна величина, пред която хората и групите са относителни. “
По време на реч, изнесена на 28 октомври 1925 г. в Болоня, Мусолини изказва следната максима, която резюмира фашистката философия: „Tutto nello Stato, niente al di fuori dello Stato, nulla contro lo Stato“, което в превод означава „Всичко в Държавата, нищо извън Държавата, нищо срещу Държавата“.
Фашизмът е водеща обществено-политическа и икономическа идеология в продължение на двайсет години след края на Първата световна война. Италия се нарежда сред страните победителки във войната, но остава недоволна от Версайската система от договори, включително и заради спора за Далмация. Това, както и предходното ѝ членство в Тройния съюз, в съчетание със стремежа на редица сили и движения в италианското общество ратуващи за по-значима роля на страната в геополитиката, я прави основен противник на установеното статукво след световната война. Допълнително международното положение и ситуация са натегнати от извършената в Русия болшевишка революция, което обстоятелство в съчетание с неуспеха на силите на Антантата в гражданската война в Русия, е експлоатирано максимално от поддръжниците на Мусолини. Благодарение на тези нагласи в италианското общество в началото на 20-те години на 20 век и по пътя на противопоставянето на идеологията на комунизма се стига до похода към Рим и безкръвното завземане на „върховната власт“ от черноризците.

В продължение на двайсетина години през 20. век, т.е. до края на Втората световна война, фашизмът се налага като водеща обществено-политическа и икономическа идеология. Чърчил на обща пресконференция с Мусолини през 1927 година определя със следните думи фашисткото движение: 
| „ | Вашата триумфална борба срещу зверските страсти и апетити на ленинизма | “ |

, както и 
| „ | средство против руската отрова и движение оказало услуга на целия свят | “ |

.
Сред водещите аргументи обосноваващи възникването, налагането и експлоатирането на фашистката идеология е концепцията за Третия Рим, т.к. след болшевишката революция новата съветска власт не претендира в Москва вече да е щафетата на световното водачество, въпреки че комунистическата идеология също се бори за световно господство чрез световна социалистическа революция, но по други /неримски/ пътища (революционни), средства (на терора) и мотиви (определяни от повечето изследователи на комунизма като антихуманни).
Роджър Грифин описва фашизма като „род политическа идеология, чието митично ядро в различните му вариации е палингинетика на ултранационализма“. Грифин описва идеологията като имаща три основни компонента: „(i) мита за прераждането, (ii) популисткия ултранационализъм и (iii) мита за упадък.“. Фашизмът е „истинска революционна, транскласова форма на антилиберален и в крайна сметка антиконсервативен национализъм“, изградена върху сложна гама от теоретични и културни влияния. Той отличава междувоенния период, в който фашизмът се манифестира в популистката политика на „въоръжена партия“, която се противопоставя на социализма и либерализма и обещава радикална политика, за да спаси нацията от упадък.
Робърт Пакстън твърди, че фашизмът е „форма на политическо поведение, характеризиращо се с обсесивна загриженост към обществения упадък, унижение или жертва и с компенсиращи култове на единство, енергия и чистота, в които масовата партия на ангажираните военни националисти, работещи в нелесно, но ефективно сътрудничество с традиционните елити, изоставят демократичните свободи и преследват, с насилие и без етични или правни ограничения, цели на вътрешно прочистване и външно разширяване.“.
Съгласно българската енциклопедия основните характеристики на фашизма са – антидемократизъм, антисоциализъм, антипарламентаризъм, антикомунизъм, национализъм, култ към водача, държавен монопол и регулиране на икономиката, социална демагогия, репресивни форми за контрол и насилие над обществото, външна политика насочена към нарушаване на международното право и военна агресия в други държави.

## Италиански фашизъм
Бенито Мусолини създава фашисткото движение на 23 март 1919 г. на заседание в миланската Пиаца Сан Сеполкро. Сред учредителите му са революционните синдикални водачи Агостино Ланцило и Микеле Бианки прераснало в Национална Фашистка Партия.
През 1921 г. фашистите съставят програма, която призовава за:
- демократична република
- разделение на църквата от държавата
- национална армия
- нарастващо облагане с данъци за унаследено богатство
- създаване на корпорации

С развитието на движението някои от тези идеи са изоставени и отхвърлени.
Италианският фашизъм е бил както движение, така и исторически феномен. В много отношения той е враждебна реакция към провала на икономиката от вида laissez-faire и проява на страх от левицата. Тенденциите в интелектуалната история – като рухването на позитивизма и всеобщия фатализъм на следвоенна Европа, също играят роля.
Фашизмът е в известна степен резултат от всеобщото чувство на безпокойство и страх, обхванало средната класа в следвоенна Италия. Този страх идва вследствие на свързаните помежду си икономическо, политическо и културно напрежение. Под флага на тази авторитарна и националистическа идеология Мусолини има възможност да използва страховете относно оцеляването на капитализма в епоха, когато следвоенната депресия, надигането на войнствената левица и чувството за национален позор и унижение след „осакатената победа“ на Италия в ръцете на мирните договори след Първата световна война се наслагват. Тези неосъществени националистически стремежи развалят репутацията на либерализма и конституционализма сред много групи от италианското население. Освен това не е имало достатъчно време за развитие на демократични традиции, които да се вкоренят в младата национална държава.
Същата следвоенна депресия засилва привличането на марксизма сред градския пролетариат, които са още повече лишени от граждански права в сравнение със същия пролетариат, но в други части на Европа. Но страхът от растящата сила на трейдюнионизма, комунизма и социализма се прокарва сред елита и средната класа. В известно отношение Бенито Мусолини запълва политическия вакуум. Фашизмът е „трети начин“ за Италия като последна надежда да се избегне надвисналия колапс на слабия италиански либерализъм, както и да се предотврати комунистическата революция.
Проваляйки се в опитите си да очертае последователна програма, фашизмът се превръща в нова политическа и икономическа система, която съчетава корпоратизъм, тоталитаризъм, национализъм и антикомунизъм в една държава, замислена да върже всички класи заедно в една капиталистическа система. Това обаче била нова капиталистическа система – система, в която държавата упражнява контрол върху организацията на жизненоважните индустрии.
Привлекателността на това движение и перспективите за един по-спокоен и систематичен капитализъм по време на период на междувоенна депресия обаче важали не само за Италия, и не само дори за Европа. Например, след около десетилетие Голямата депресия довежда до рязко икономическо понижение на икономиката на Бразилия. Създаден е вид квазифашизъм като реакция към бразилските социално-икономически проблеми и националистическото съзнание за пеиферното ѝ положение в световната икономика. Режимът на Гетулио Варгас в много голяма част се поддава на фашисткото влияние и влиза в съюз с интегрализма (местното бразилско фашистко движение).
Създадено в Милано на 23 март 1919 г. като националистическа асоциация (фашо ди комбатименто) на ветераните от Първата световна война, фашисткото движение на Мусолини се превръща в национална партия (Партито национале фашиста) след като печели 35 места на парламентарните избори през май 1921 г. Първоначално били съчетавани левичарски и десничарски идеи, но после се присъединява към консерватистите като се противопоставя на заводските окупации от септември 1920 г.
Въпреки въпросите за социални и икономически реформи в първоначалния фашистки манифест от юни 1919 г., движението започва да бъде подкрепяно от онази част от средната класа, която се страхува от социализма и комунизма. Индустриалците и земевладелците подкрепили движението като защита срещу трудовата войнственост. Под угрозата от поход към Рим, през октомври 1922 г. Мусолини встъпва в длъжност на министър-председател, начело на дясно коалиционно правителство, което първоначално включвало членове на про-църковната Народна партия (Партито пополаре).
Преходът към категоричната диктатура е постепенен процес, за разлика от Германия (10 години по-късно). Но през юли 1923 г. новият избирателен закон осигурява фашисткото парламентарно мнозинство. Убийството на социалистическия депутат Джакомо Матеоти 11 месеца по-късно показва колко ограничена е опозицията. През 1926 г. опозиционните движения са забранени със закон, а през 1928 г. избирането в парламента е ограничено до кандидати, които предварително са одобрени от фашистите.
Най-значимото политическо достижение на режима може би е Латеранският договор от февруари 1929 г., сключен между Италия и папата. Според този договор, папството получава суверенитет над Ватикана и му се гарантира свободното упражняване на католицизма като единствената религия в Италия. В замяна на това папата признава италианския суверенитет над бившите папски доминиони.
Трейдюнионите и асоциациите на работодателите са преорганизирани през 1934 г. на 22 фашистки корпорации на работниците и работодателите по икономически отрасъл, чиито представители през 1938 г. заменят парламента с „Палатата на корпорациите“. Властта продължава да се концентрира в Големия фашистки съвет, управляващата организация на движението.
През 30-те Италия се възстановява от Голямата депресия и постига икономически растеж отчасти поради производството на домашни стоки вместо да внася (автаркия). Пресушаването на изобилстващите с малария Понтински тресавища е едно от забележителните постижения на режима. Но растежът е подкопан от международните санкции, последвали инвазията на Италия в Етиопия през октомври 1935 г. (Кризата в Абисиния), както и от оказаната скъпо струваща военна помощ на националистите на Франсиско Франко в Испания.
Международната изолация и общата им замесеност с Испания води до подсилване на дипломатическото сътрудничество между Италия и нацистка Германия. Това личи и от вътрешната политика на фашисткия режим чрез антисемитските закони от 1938 г.
Интервенцията на Италия (10 юни 1940) като съюзник на Германия във Втората световна война води до военна катастрофа и резултира в загубата на северните и източните ѝ африкански колонии, както и в американо-британско-канадската инвазия в Сицилия през юли 1943 г. и в Южна Италия през септември 1943 г.
Мусолини е освободен от длъжността министър-председател от крал Виктор Емануел III на 25 юли 1943 г., а след това е арестуван. През септември при Операция „Дъб“ е освободен от немски парашутисти-десантчици начело със Ото Скорцени и е въведен като глава на марионетната „Италианска социална република“ в Сало в окупираната от Германия Северна Италия. Неговата близост с немския окупационен режим му отнема малката подкрепа, която има. Безцеремонната му екзекуция на 28 април 1945 г. по време на бурните заключителни фази от северните партизани се възприема от мнозина като подходящ край на режима му.
След войната, остатъците от италианския фашизъм са прегрупирани под знамето на нео-фашисткото „италианско социално движение“ (МСИ). През 1994 г. МСИ се слива с консервативните бивши християн-демократи, образувайки „Националния съюз“ (АН), който се обявява за верен на конституционализма, парламентаризма и политическия плурализъм.

## Фашистки лозунги
„Всичко в държавата, нищо извън държавата, нищо срещу държавата.“

## Крайна десница в България
Българската марксическа историография в пропаганден стил определя Юнското въстание от 1923 г., като противопоставяне на фашизма, а Септемврийското въстание от 1923 г. като първото в света антифашистко въстание. Като цяло организаторите на превратите от 1923 и 1934 година, както и последвалия личен режим на цар Борис III, остават с ограничена обществена подкрепа и имат изявени политически противници. На практика те остават по-скоро режими с характеристики на авторитаризъм, които използват само отделни елементи от фашистката идеология. Що се касае за периода на Втората световна война, тогава в страната е въведено военно положение и са приети редица законови ограничения на правата на човека, включително пакет антисемитски закони.